# Polygonia c-argenteum
Polygonia c-argenteum är en fjärilsart som beskrevs av Adalbert Seitz 1913. Polygonia c-argenteum ingår i släktet Polygonia och familjen praktfjärilar. Inga underarter finns listade i Catalogue of Life.